# Stanisław Komornicki (chemik)
Stanisław Komornicki (ur. 7 lutego 1949 w Krakowie, zm. 19 października 2016 w Krakowie) – polski chemik, profesor nauk chemicznych, profesor zwyczajny Akademii Górniczo-Hutniczej i Państwowej Wyższej Szkoły Zawodowej w Tarnowie.

## Życiorys
Urodził się w Krakowie jako syn Tomasza Komornickiego. W 1972 uzyskał magisterium (chemia) na Wydziale Matematyki, Fizyki i Chemii Uniwersytetu Jagiellońskiego. Po studiach rozpoczął w 1974 r. pracę w Akademii Górniczo-Hutniczej na Wydziale Inżynierii Materiałowej i Ceramiki, przechodząc tam wszystkie stopnie kariery akademickiej. Doktorat obronił w 1981, a w 1994 uzyskał habilitację. W 2003 otrzymał tytuł profesora nauk chemicznych.
W latach 1993–1996 pełnił funkcję prodziekana ds. kształcenia Wydziału Inżynierii Materiałowej i Ceramiki Akademii Górniczo-Hutniczej a następnie w latach 1996–2002 dziekana tego Wydziału. Współtworzył Państwową Wyższą Szkołę Zawodową w Tarnowie, w której pełnił funkcję prorektora ds. rozwoju w latach 2003–2007 a następnie przez dwie kadencje w latach 2007–2015 rektora tej uczelni. Był też członkiem Komitetu Chemii PAN.
Obszar jego zainteresowań naukowych stanowiła chemia ciała stałego i inżynieria materiałów ceramicznych.
Jego pasją było wioślarstwo. Był sędzią wioślarskim – klasa związkowa (Polski Związek Towarzystw Wioślarskich) oraz międzynarodowym sędzią wioślarskim w latach 1987–2014.
Był członkiem Komisji Arbitrów Międzynarodowej Federacji Wioślarskiej (Fédération Internationale des Sociétés d'Aviron, FISA) od 2001 do 2014.
Brat Jana i Piotra Komornickiego.